# Archasia
Archasia  (лат.) — род равнокрылых насекомых из семейства горбаток (Smiliinae, Membracidae).
Неарктика: США и Канада.
Дорсальный край головы с резким подъёмом у глаз. Пронотум покрывает передние крылья, с очень высоким дорсальным листовидным выступом; плечевые углы увеличены, но без выступов-рогов. Передние крылья с жилками R, M, и Cu разделёнными у основания, но сходящимися у вершины; с 2 или более поперечными жилками m-cu. Растения-хозяева: Fabaceae: Robinia; Fagaceae: Quercus; Platanaceae: Platanus; Rosaceae: Malus, Prunus; Vitaceae: Vitus
.

## Систематика
Род включён в трибу Telamonini.
- Archasia auriculata
- Archasia belfragei
- Archasia pallida